# Lluís Calvo i Guardiola
Lluís Calvo i Guardiola (Saragossa, 27 de maig de 1963) és un poeta, escriptor i assagista català. Viu a Sant Cugat del Vallès.

## Dades biogràfiques
Lluís Calvo va néixer a Saragossa de manera casual, quan els seus pares s'hi traslladaren per motius laborals. El seu avi matern era de Mequinensa i la seva àvia paterna d’Esterri d’Àneu, dels Arnalot d’Isil, amb arrels occitanes. La besàvia, per la seva banda, era d’Estaron, també al Pallars Sobirà. Ha viscut a Barcelona i també a Sant Cugat del Vallès. Al mateix temps l'autor sovinteja estades al petit poble de la Roca de Pelancà, a la vall de Camprodon, on també va residir el pintor Joan Ponç.

## Obra
Va estudiar Geografia, però treballa al camp de la gestió cultural. A banda de la creació literària, col·labora habitualment en mitjans de comunicació i en revistes culturals com el Diari de Barcelona, l'Avui, El País, Descobrir Catalunya, Caràcters o Rels. S'han traduït poemes seus al castellà, a l'anglès, a l'italià, al francès i al polonès.
La poesia de Calvo reflexiona sobre el llenguatge amb una dicció que ha cridat l'atenció dels poetes joves. Laia Noguera, per exemple, l'ha comparada amb el «metal extrem». La natura és un altre eix important i, de fet, domina un dels seus llibres recents, Estiula. D'aquesta obra, Víctor Obiols n'ha dit que marca una fita i que en un dels poemes, «Presències, dissolucions», sembla «detectar-s'hi allò que en solem dir 'escriptura inspirada', en la concepció, en el to i la dicció, amb algun eco vague del primer Pere Gimferrer d'Els miralls». També Jaume Pont, en el seu extens pròleg a Estiula, ha remarcat les connexions amb la natura i la recerca calviana de la unitat. També Jordi Florit Robusté n'ha dit que «(...) gràcies al ja reconegut domini lingüístic de l'autor, a Estiula es capgira la referència purament topogràfica i el neologisme esdevé topònim, i aquesta darrer, símbol poètic» Tots aquests trets van dur al crític Joan Triadú a qualificar Calvo com a «far del segle XXI» i representant de l'avantguarda que «contínuament recomença i es refà en cada obra».
La seva poesia i els seus assaigs també han estat reivindicats pel cineasta Albert Serra,, ja que considera que Calvo va ser un dels primers a parlar de la seva obra.
Amb relació a la varietat d'interessos de l'autor, el crític i estudiós Jordi Marrugat ha parlat de l'obra calviana com «una poesia que va de l'anomenada poesia de l'experiència al collage brossià, el joc visual i l'experimentació, essent el principi de diversitat artística el fonament de la seva poètica».
D’altra banda Cor pirinenc, un poema de 6.133 versos, catorze cants i un preludi, ha estat definit per Eva Vázquez com «Una desmesura de la literatura catalana recent». Biel Mesquida, per la seva banda, creu que es tracta d’un «clàssic contemporani», mentre que Manuel Castaño considera que constitueix «Tota una exhibició de virtuosisme mètric i de coneixement muntanyenc». Sebastià Bennasar n'ha dit que és «un dels llibres més importats del darrer mil·lenni, una obra de gran volada a l’abast de molt pocs poetes», mentre que Josep Maria Fonalleres l'ha qualificat de "magnificent". En una entrevista recent, Jaume Cladera qualifica Calvo de "figura excepcional en la literatura catalana d’avui".
Cor pirinenc va ser triat entre les millors obres publicades el 2022 per El Pais, i el diari Ara.
D'altra banda, l'abril de 2024 el 'Quadern' d'El País va destacar Cor pirinenc entre les cinquanta millors obres en català dels últims cinquanta anys.
En el camp narratiu ha apostat per una literatura d'idees, amb hibridacions d'estils diversos. La seva aportació assagística culminà, per la seva banda, amb la publicació de Les interpretacions, una obra que suposà un revulsiu en el món assagístic català i que gaudí d'excel·lents crítiques. Vicenç Pagès Jordà va escriure, al respecte, que «en altres latituds Lluís Calvo seria un autor de culte». I Bartomeu Fiol afirmà que «l'aparició d'un llibre com Les Interpretacions (...) és tot un esdeveniment que ens fa treure el barret». Pel que fa a Baules i llenguatges, una obra que ha rebut també crítiques excel·lents, Víctor Gaya n'ha dit que és «un llibre sòlid i estimulant, el dietari d'un gran lector». Amb relació a L'infiltrat, Adrià Pujol sosté que Lluís Calvo posa el pensament de gala. I en aquest sentit afegeix que "És memorable la capacitat que té per manejar les fonts, per enfilar les idees, les imatges i els conceptes, vinguin de la disciplina que vinguin".
D'altra banda David Jiménez i Cot ha incidit en la connexió entre la producció poètica de Calvo i els seus assaigs. També ha conreat el camp de la ciberpoesia, juntament amb Pedro Valdeolmillos.

## Poesia publicada
- Veïnatge d'hores. Barcelona: El Mall, 1987[28]
- A contrallum. Barcelona: Columna, 1989. Pròleg de Feliu Formosa.
- Vida terrenal. Barcelona: Columna, 1991
- Jardí d'una ciutat deserta. Calafell: Ajuntament, 1992
- La llunyania. Barcelona: Quaderns Crema, 1993
- El món que respirava pels ulls. Barcelona: Columna, 1996
- L'estret de Bering. Barcelona: Ed. 62, 1997
- Opus spicatum. Lleida: Pagès, 2000
- Omissió: l'u de la u. Gaüses (Vilopriu): Llibres del Segle, 2001
- El buit i la medusa. Barcelona: Proa, 2002
- La tirania del discurs: protoversos i electropoemes. Lleida: Pagès, 2003, amb dos poemes des-introductoris de Carles Hac Mor i Sebastià Alzamora.
- Andròmeda espiral: els bumerangs de Villa Chigi. Vic: Emboscall, 2005
- Al ras. Catarroja: Perifèric, 2007
- Última oda a Barcelona (amb Jordi Valls i Pozo). Santa Coloma de Gramenet: La Garúa, 2008
- Cent mil déus en un cau fosc. Barcelona: Proa, 2008
- Col·lisions. València: 3i4, 2009
- Estiula. Barcelona: Labreu Edicions, 2011. Epíleg de Jaume Pont.
- Teresa la mòmia (amb David Caño). Badalona: El pont del petroli, 2013
- Llegat rebel. Granollers: Edicions Terrícola, 2013. Pròleg d'Irene Solà.
- Selvàtica. Palma: Lleonard Muntaner, Editor, 2015.[1] Amb un fotograma del cineasta tailandès Apichatpong Weerasethakul.
- Talismà. Barcelona: LaBreu Edicions, 2017. Epíleg de Laia Llobera.
- Llum a l'arsenal. Cent poemes (antologia 1987-2017). Edició a cura de David Jiménez i Cot, pròleg de Jordi Marrugat. Palma: Lleonard Muntaner, Editor, 2017
- Ancestral. Vic: Eumo-Cafè Central (Jardins de Samarcanda), 2019. Pròleg de Vicenç Altaió. Amb una obra de Jordi Fulla.
- L'espai profund. Barcelona: Proa, 2020.[29] Epíleg de Lola Nieto. Amb una obra de Jo Milne.
- Fulgor. Girona: Llibres del Segle, 2021. Epíleg de Núria Armengol. Amb una obra de Jordi Alcaraz.
- Cor pirinenc. El poema de Fontalba i Gotanegra. Palma: Lleonard Muntaner, 2022.
- Centaures i rossinyols. La Pobla de Farnals: Edicions del Buc, 2023. Pròleg de Jaume C. Pons Alorda. Text d'Anna Enrich. Amb una obra de Francesca Llopis.[30][31][32]
- Vitralls. Barcelona: Proa, 2025. El llibre inclou una obra de l'artista i poeta Sílvia Gubern.[33][34][35]

## Novel·les publicades[28]
- 1999 - Aconitum Barcelona: Ed. 62
- 2001 - Electra i la carretera. Barcelona: Destino
- 2004 - L'expulsió del paradís. Barcelona: Destino
- 2014 - L'endemà de tot. Barcelona, Raig Verd

## Assaigs
- Les interpretacions. Edicion del Salobre, Port de Pollença, 2006.
- Baules i llenguatges. València: 3i4, 2011.
- El meridià de París. Barcelona: Edicions Poncianes, 2016.
- L'infiltrat. Estratègies d'intrusió, anonimat i resistència. Barcelona: Arcàdia, 2019.[36]
- Els llegats. Una lectura contemporània de la tradició. Barcelona: Arcàdia, 2021.
- Transfiguracions. Barcelona: Edicions Poncianes, 2022. Epíleg de Laia Llobera. Obres de Jordi Alcaraz i Alfons Borrell.
- El dilema de l'amor. Barcelona: Angle, 2023.[37] Amb una obra de Francesca Llopis.
- Forallançats al centre de la creació. L’espiritualitat com a política i nucli de l’ésser humà. Barcelona: Fundació Joan Maragall, 2023.
- El segrest de la política. Per una democràcia més enllà dels partits tradicionals. Barcelona: Anagrama, 2024.[38]

## Assaigs en altres volums
- "Saltar la tanca, demolir la paredassa. Límits i fronteres culturals, del territori a la xarxa“, dins Pere Bellès, Quaranta (amb motiu dels 40 anys de Les Bernardes), Salt: Les Bernardes, 2023.
- "Els copistes del cel i els pastors de l'obaga", dins Cor pirinenc, Palma, Lleonard Muntaner, 2022.
- "La indòmita sobirania de la forma. Reflexions sobre l'obra de Jordi Fulla", dins Llindar i celístia, Jordi Fulla, Barcelona, Fundació Vila-Casas, 2019, p. 9-32.
- "Audaces i talentoses: la jove poesia a l'inici del segle XXI", dins Poesia catalana avui 2000-2015, Quaderns de Bellaguarda 1, Juneda, Editorial Fonoll, 2016, p. 47-148.

## Estudis literaris
- "Versos híbrids, mons imprevisibles: la jove poesia del segle XXI", ILC, 27 d'octubre de 2015.[39]
- "Jordi Pàmias: vell com l'alzina, jove com el poltre", Núvol, 16 d'octubre de 2015.[40]
- "Anna Gual té molta plata", Núvol, 11 de maig de 2015.[41]
- "La tecnologia del poema. La ciberpoesia i els nous llenguatges”, Barcelona, Revista de Catalunya núm. 285, Gener de 2014, pp. 9-20.
- “Guerrilla fosca, poesia hacker”, Núvol. El digital de cultura, 14 de maig de 2014.[42]

## Edicions d'artista
- Fulgor, amb aquarel·les de Jordi Pagès. Gauses: Llibres del Segle, 2022.

## Filmografia
- L'edat de pedra (amb Ester Xargay), 2013. 23′40. Actors: David Caño, Carles Hac Mor, Andrii Antonovskii, Clara Fontanet Abrines, Catalina Girona, Xavier Martínez Villarroya. Música: Miquel Àngel Marín. Presentada al CCCB el 4 de juny de 2013.

## Premis literaris[4]
- Amadeu Oller de poesia, 1987: Veïnatge d'hores
- Miquel Martí i Pol de poesia, 1988: A contrallum
- Miquel de Palol de poesia, 1990: Vida terrenal
- Salvador Espriu de poesia de Calafell, 1991: Jardí d'una ciutat deserta
- Mercè Bayona de poesia, 1992: La llunyania
- Josep M. López Picó de poesia, 1995: El món que respirava pels ulls
- Joan Alcover de poesia, 1996: L'estret de Bering
- Maria Mercè Marçal, 2000: Opus spicatum
- Flor Natural als Jocs Florals de Barcelona, 2002: El buit i la medusa
- Rosa Leveroni de poesia, 2007: Cent mil déus en un cau fosc
- Vicent Andrés Estellés de poesia, 2009: Col·lisions
- Premi Crítica Serra d'Or de poesia, 2012: Estiula
- Premi Quima Jaume de reconeixement de la trajectòria literària, 2017
- Premi Carles Riba, 2019: L'espai profund
- Premi Jacint Verdaguer, 2022: Cor pirinenc, millor llibre publicat l'any 22 sobre temàtica muntanyenca i de natura.